# Костас Стафілідіс
Костас Стафілідіс (грец. Κώστας Σταφυλίδης; нар. 2 грудня 1993, Салоніки) — грецький футболіст, захисник кіпрського клубу АПОЕЛ.
Виступав, зокрема, за клуби ПАОК та «Фулгем», а також національну збірну Греції.

## Клубна кар'єра
Народився 2 грудня 1993 року в місті Салоніки. Вихованець футбольної школи клубу ПАОК. Дорослу футбольну кар'єру розпочав 2011 року в основній команді того ж клубу, в якій провів один сезон, взявши участь у 16 матчах чемпіонату. 
2012 року молодого захисника підписав німецький «Баєр 04», в якому Костас навіть дебютував в іграх німецької Бундесліги, проте невдовзі повернувся на умовах оренди до ПАОК, де виступав до завершення сезону 2012/13. Був основним гравцем захисту команди.
Влітку 2013 року повернувся до «Баєр 04», проте грав виключно за другу команду клубу і наступного року знову був відданий в оренду, цього разу до англійського «Фулгема».
До складу клубу «Аугсбург» приєднався 2015 року. Відіграв за аугсбурзький клуб 52 матчі в національному чемпіонаті. За цей період на правах оренди також виступав за англійський клуб «Сток Сіті».
15 травня 2019 року грек пререйшов до клубу «Гоффенгайм». У серпні 2021 року на правах оренди перейшов до команди «Бохум». Влітку того ж року уклав з «Бохумом» контракт на постійній основі.
1 лютого 2024 року, Стафілідіс на шість місяців уклав угоду з клубом «Ганза».
20 червня 2025 року Костас уклав дворічну угоду з кіпрським клубом АПОЕЛ.

## Виступи за збірні
2010 року дебютував у складі юнацької збірної Греції, взяв участь у 22 іграх на юнацькому рівні, відзначившись 4 забитими голами.
Протягом 2013–2015 років залучався до складу молодіжної збірної Греції. На молодіжному рівні зіграв у 17 офіційних матчах, забив 1 гол.
2012 року дебютував в офіційних матчах у складі національної збірної Греції. Провів у формі головної команди країни 32 матчі, забивши 2 голи.